# Dominikanerinnenkloster Aix-en-Provence
Notre-Dame de Nazareth war ein Kloster der Dominikanerinnen in Aix-en-Provence, das vom Ende des 13. Jahrhunderts bis zur Revolution bestand. Die Hauptkirche des Klosters trug den Namen Saint-Barthélémy. Die Bewohnerinnen waren als Dames de Nazareth bekannt.
Gegründet wurde das Kloster 1286 in Marseille; die ersten Schwestern stammten aus dem Lauragais. Bereits 1287 wurde die Verlegung nach Aix beschlossen, der Umzug erfolgte 1290. Die offizielle Gründung fand allerdings erst zwei Jahre später statt: Karl II. der Lahme von Anjou, König von Neapel und Graf der Provence, stiftete 1292 das Kloster, das sich daraufhin als Couvent Royal bezeichnen durfte. Der König, der zuvor bereits das benachbarte Kloster Saint-Maximin gestiftet hatte, stattete die Schwestern von Nazareth mit umfangreichen Besitzungen aus, unter anderem erhielten sie 1308 den Ort Meyreuil mit der Kapelle Saint-Marc. Karl der Lahme starb 1309 in Italien und wurde zunächst in San Domenico in Neapel bestattet. Sein Sohn ließ später den Leichnam – mit Ausnahme des Herzens – in das Kloster in Aix-en-Provence überführen, wo dieser in der Klosterkirche Saint-Barthélémy seine letzte Ruhe fand.
1377 wurde das Kloster aus dem Stadtzentrum in den neuen Vorort (faubourg) Naurabet verlegt. 1501 wurde eine neue Hauptkirche Saint-Barthélémy geweiht. Ende des 17. und im 18. Jahrhundert setzte allerdings der Niedergang ein; zuletzt umfasste das Kloster nicht mehr als zehn Ordensschwestern. Von den Revolutionären wurde das Kloster schließlich aufgelöst, sein Besitz verstaatlicht und seine Kirchen – einschließlich des Königsgrabes – zerstört.